# Filippo Paruta
Filippo Paruta, né à Palerme en  1552 et mort le 15 octobre 1629, dans la même ville, est un antiquaire du milieu du XVIIe siècle.

## Biographie
Né à Palerme vers le milieu du XVIe siècle, d’une famille noble, il s’appliqua dès sa jeunesse avec ardeur à l’étude. Après avoir achevé ses cours, il obtint le doctorat in utroque jure et fut chargé de différents emplois qu’il remplit d’une manière très-honorable. Ses talents et l’amabilité de son caractère le firent rechercher des plus grands seigneurs de la Sicile. Il fut nommé vers 1598 à la place importante de secrétaire du Sénat de Palerme, et mourut en cette ville le 15 octobre 1629 dans un âge avancé. Paruta était l’un des membres les plus distingués des académies des Riaccesi et des Risoluti. Antonio Mongitore lui a donné des éloges qui paraissent exagérés dans la Bibliotheca Sicula, t. 2, p. 173-176, où l’on trouvera la liste de tous les auteurs qui l’ont cité, et le catalogue détaillé de ses productions, tant imprimées que manuscrites.

## Œuvres
L’ouvrage le plus connu de Paruta est intitulé La Sicilia descritta con medaglie, Palerme, 1612, in-fol. Ce volume, qui est très-rare, ne contient que les médailles de la Sicile, sans les explications ; il a été réimprimé à Rome en avec une suite par Leonardo Agostini, et plusieurs fois depuis avec de nouvelles éditions. Les explications de Paruta, longtemps attendues, n’ont pas été publiées ; elles avaient été remises avec quelques autres de ses ouvrages par son fils à Marchesi, négociant palermitain, qui s’était chargé de les faire imprimer à Venise, où il se rendait pour ses affaires. Mais il mourut dans ce voyage, et les manuscrits de Paruta passèrent, dit-on, entre les mains d’un bénédictin de la congrégation du Mont-Cassin, qui les transporta en Allemagne. Mongitore, qui rapporte les détails qu’on vient de lire, ne paraît pas y ajouter lui-même trop de confiance. Parmi les autres ouvrages de Paruta, on cite des Descriptions de fêtes, des intermèdes et des chansons dans le dialecte sicilien, publiés dans un recueil de pièces du même genre ; enfin les Éloges des poètes siciliens, en vers et en prose, que Mongitore se proposait de mettre au jour. Mais c’est par une grave erreur que Gerdès (Florilegium libror. rariorum) et après lui Freitag (Analecta litteraria) Bauer (Biblioth. libror. rarior.) lui attribuent : Palermo antico, sacro e nobile, ouvrage qui est d’Agostino Inveges, et les Memorie istoriche della città di Catania, dont l’auteur est Pietro Carrera.

## Liste d’œuvres
- Filippo Paruta, Della Sicilia descritta con medaglie, Palerme, appresso Gio. Battista Maringo, 1612 (lire en ligne).